# Кішенський Дмитро Павлович
Дмитро Павлович Кишенський (4 лютого 1858, Велемжи — 7 листопада 1933, Прага) — патологоанатом, професор кафедри патологічної анатомії. Ректор Новоросійського університету (сьогодні — Одеський національний університет імені І. І. Мечникова) (1913—1917). Нагороди: ордени  св. Володимира ІІІ ст., cв. Анни ІІ ст., cв. Станіслава ІІ ст.

## Біографія
Народився 4 лютого 1858 року в с. Вєлємож'є, Новоторжського повіту Тверської губернії в родині Новоторжського Почесного мирового судді. У 1883 р. закінчив медичний факультет Московського університету, в 1894 р. отримав ступінь доктора медицини. З 1902 р. — прозектор та приват-доцент Московського університету, зараховується екстраординарним професором на кафедру патологічної анатомії Новоросійського університету. Працював на цій кафедрі до 1919 р.
У Новоросійському університеті читав курси загальної та окремої патологічної анатомії, техніки патолого-анатомічних розтинів та патолого-анатомічної діагностики, проводив практичні заняття з патологічної гістології. Багато років був членом, а потім головою Державної комісії з іспитів, завідувачем анатомо-патологічним кабінетом.
У 1910 р. брав участь у ліквідації епідемії чуми та холери в Одесі.
З 1913 р. ректор Новоросійського університету. Ректорство його припало на тяжкі часи. З початком світової війни багато студентів та викладачів добровільно пішли на фронт, всі університетські клініки та деякі навчальні приміщення було забрано під поранених, факультет почав випускати фельдшерів та лікарів за прискореною програмою. Все це вимагало великого напруження сил як викладачів, так і ректора університету. Д. П. Кишенський як член правління піклування над незабезпеченими студентами, а пізніше згідно з новим статутом від 7 грудня 1915 р. вже як голова правління, 29 грудня 1915 р. звернувся до одеської громадськості із закликом про пожертвування на користь піклування. Під його керівництвом у 1914 р. було створено Бюро праці, яке допомагало студентам знайти роботу домашніх вчителів, санітарів, лаборантів тощо.
Під час війни загострилися протиріччя між традиційно та революційно настроєними студентами та викладачами. Д. П. Кишенський за своїми поглядами належав до групи професорів, які відстоювали академізм в університеті. Він сповідував принцип «університет для науки». Обов'язком професури він вважав зберігання в чистоті принципів академічного життя, намагався захистити науковий процес від внесення в нього партійної та політичної боротьби. Але за умови, коли університет став ареною політичних суперечок, що заважало навчальному процесу, він просив Міністерство освіти про звільнення з посади ректора. Рада університету прийняла прохання про відставку, виразивши ректору подяку за роботу. У квітні 1917 р.  його було звільнено з посади ректора.
Був нагороджений орденами св. Володимира ІІІ ст., св. Станіслава та Анни ІІ ст.
Помер у 1933 р. у Празі.

## Наукова діяльність
Надрукував кілька статей за результатами роботи по ліквідації епідемії чуми та холери в Одесі. 
З 1912 р. разом з прозектором М. М. Тізенгаузеном керував прозектурою Одеської Старої лікарні. Матеріали прозектури були приєднані до музею медичного факультету та використовувалися у викладанні та наукових дослідженнях. 
У Празі працював головою медичної комісії при Комітеті по забезпеченню освіти російським студентам.

## Наукові праці
- Тератома мозжечка и опухоль от нервной ткани большого серповидного отростка в одном и том же случае / Д. П. Кишенский, М. М. Тизенгаузен // Медицинское обозрение. — 1910. — № 10.
- Патологическая анатомия чумы / Д. П. Кишенский, Н. М. Попов // Чума и холера в Одессе в . Патологоанатомическая часть. — Одесса, 1911.
- Эпидемия азиатской холеры в Одессе в . / Д. П. Кишенский, М. М. Тизенгаузен // Чума и холера в Одессе в . Патологоанатомическая часть. — Одесса, 1911.
- Myelosarcomatosis (aleukaemia myelogenica maligna) // Юбилейный  сборник, посвященный проф. Московского ун-та М. Н. Никифорову. — М., 1911.